# Saint-Sigismond (Maine i Loira)
Saint-Sigismond és un municipi francès situat al departament de Maine i Loira i a la regió de País del Loira. L'any 2007 tenia 376 habitants.

## Demografia

### Població
El 2007 la població de fet de Saint-Sigismond era de 376 persones. Hi havia 140 famílies de les quals 32 eren unipersonals (20 homes vivint sols i 12 dones vivint soles), 56 parelles sense fills i 52 parelles amb fills.
La població ha evolucionat segons el següent gràfic:
Habitants censats

### Habitatges
El 2007 hi havia 156 habitatges, 145 eren l'habitatge principal de la família, 6 eren segones residències i 5 estaven desocupats. Tots els 156 habitatges eren cases. Dels 145 habitatges principals, 109 estaven ocupats pels seus propietaris, 35 estaven llogats i ocupats pels llogaters i 1 estava cedit a títol gratuït; 7 tenien dues cambres, 21 en tenien tres, 48 en tenien quatre i 69 en tenien cinc o més. 114 habitatges disposaven pel capbaix d'una plaça de pàrquing. A 51 habitatges hi havia un automòbil i a 83 n'hi havia dos o més.

### Piràmide de població
La piràmide de població per edats i sexe el 2009 era:
| Homes | Edats   | Dones |
| ----- | ------- | ----- |
| 0     | 95 o +  | 0     |
| 0     | 90 a 94 | 4     |
| 0     | 85 a 89 | 0     |
| 0     | 80 a 84 | 0     |
| 4     | 75 a 79 | 4     |
| 16    | 70 a 74 | 8     |
| 4     | 65 a 69 | 0     |
| 0     | 60 a 64 | 8     |
| 12    | 55 a 59 | 0     |
| 4     | 50 a 54 | 12    |
| 8     | 45 a 49 | 12    |
| 12    | 40 a 44 | 0     |
| 8     | 35 a 39 | 24    |
| 20    | 30 a 34 | 8     |
| 8     | 25 a 29 | 12    |
| 8     | 20 a 24 | 8     |
| 8     | 15 a 19 | 12    |
| 16    | 10 a 14 | 16    |
| 4     | 5 a 9   | 20    |
| 12    | 0 a 4   | 4     |

## Economia
El 2007 la població en edat de treballar era de 241 persones, 184 eren actives i 57 eren inactives. De les 184 persones actives 170 estaven ocupades (99 homes i 71 dones) i 14 estaven aturades (7 homes i 7 dones). De les 57 persones inactives 19 estaven jubilades, 21 estaven estudiant i 17 estaven classificades com a «altres inactius».

### Ingressos
El 2009 a Saint-Sigismond hi havia 140 unitats fiscals que integraven 382 persones, la mediana anual d'ingressos fiscals per persona era de 15.287 €.

### Activitats econòmiques
Dels 12 establiments que hi havia el 2007, 6 eren d'empreses de construcció, 1 d'una empresa de comerç i reparació d'automòbils, 1 d'una empresa immobiliària, 1 d'una empresa de serveis, 1 d'una entitat de l'administració pública i 2 d'empreses classificades com a «altres activitats de serveis».
Dels 7 establiments de servei als particulars que hi havia el 2009, 2 eren paletes, 1 guixaire pintor, 1 fusteria, 2 lampisteries i 1 perruqueria.
L'any 2000 a Saint-Sigismond hi havia 29 explotacions agrícoles que ocupaven un total de 390 hectàrees.

## Poblacions més properes
El següent diagrama mostra les poblacions més properes.